# Hong Song-nam
Hong Song-nam (idioma coreano: 홍성남; 2 de octubre de 1929 - 1 de abril de 2009) fue un político norcoreano. Desde 1990 hasta 1997 fue Vicepremier y luego sustituyó a Kang Song-san como Premier de Corea del Norte entre 1997 hasta 2003 cuando fue sustituido por Pak Pong-ju.

## Biografía
Nacido en la provincia de Kangwon, se graduó en la Universidad Kim Il-sung y estudió ingeniería eléctrica en el Instituto Técnico de Praga, Checoslovaquia.
Desde 1954 trabajó en el Ministerio de Industria Pesada de Corea del Norte. En 1971-1973 fue ministro de Industria Pesada. De 1973 a 1975 fue vicepresidente del Consejo Administrativo de la RPDC. En 1973-1977 fue presidente de la Comisión Estatal de Planificación. De 1982 a 1986 fue primer secretario del Partido del Trabajo de Corea en la provincia de Pyongan del Sur. En 1987-1990 fue vicepresidente del Consejo Administrativo y presidente de la Comisión de Planificación Estatal de la RPDC. De 1990 a 1998 fue vicepresidente del Consejo Administrativo (vice primer ministro de Corea del Norte).
Hong murió el 31 de marzo de 2009. Se nombró un comité funerario presidido por Kim Yong-nam con Jo Myong-rok, Kim Yong-chun, y otros 33 miembros.

## Obras
- Hong Song-nam (marzo de 1988). «To Expand and Strengthen the Production-Technology Foundations of Key Industries Is an Important Economic Construction Task in the Coming Year». Kulloja. OCLC 9516938. Archivado desde el original el 5 de octubre de 2022. Consultado el 2 de junio de 2022.
- Hong Song-nam (septiembre de 1988). «Our Republic Is a Self-Reliant, Self-Supporting, and Self-Defending Socialist Power Which Brilliantly Embodies the Chuche Idea in All Fields of State Activity». Kulloja. OCLC 9516938. Archivado desde el original el 5 de octubre de 2022. Consultado el 2 de junio de 2022.